# 요아킴 올센
요아킴 브뢰크네르 올센(덴마크어: Joachim Brøchner Olsen, 1975년 5월 31일~)은 덴마크의 은퇴한 육상 선수로 주 종목은 포환던지기이다. 활동하는 동안 올림픽, 세계 육상 선수권 대회, 유럽 육상 선수권 대회에 가장 오랜 기간 동안 결승 진출에 성공한 포환던지기 선수로 2004년 하계 올림픽 포환던지기 종목 은메달을 획득했다.
은퇴 후에는 정계에 진출하여 자유동맹 당원이 되어 덴마크 의회 의원으로 활동했다.